# Hypostomus sculpodon
Hypostomus sculpodon är en fiskart som beskrevs av Jonathan W. Armbruster 2003. Hypostomus sculpodon ingår i släktet Hypostomus och familjen Loricariidae. Inga underarter finns listade i Catalogue of Life.